# Oonops floridanus
Oonops floridanus là một loài nhện trong họ Oonopidae.
Loài này thuộc chi Oonops. Oonops floridanus được miêu tả năm 1935 bởi Ralph Vary Chamberlin & Ivie.